# Estadio Municipal Bernardo O'Higgins
El Estadio Municipal Bernardo O'Higgins es un recinto deportivo ubicado en la comuna de Quinta Normal, en la ciudad de Santiago, Chile. Es propiedad de la Ilustre Municipalidad de Quinta Normal y cuenta con capacidad para 2 200 espectadores. Fue inaugurado en el año 1941 bajo la administración del alcalde Luis Picón Salas y reinaugurado el 21 de junio de 2021 durante la gestión de la alcaldesa Carmen Gloria Fernández.
El recinto fue concebido como parte del proyecto urbano que buscaba integrar y modernizar la comuna, junto con otros espacios públicos como plazas y escuelas y la emblemática Población El Polígono. Desde su creación, ha sido un punto central para actividades deportivas y sociales, destacando por su relevancia histórica en el desarrollo comunitario. El estadio ha sido sede tradicional de importantes partidos y eventos culturales a lo largo de sus más de ocho décadas
Entre los años 2016 y 2021 el recinto fue completamente remodelado. En estas obras de remodelación se instaló una nueva cancha de pasto sintético y una pista de atletismo de seis carriles, se construyeron nuevas gradas cubiertas con capacidad para 2.200 espectadores, se instaló nueva iluminación y se construyeron nuevos recintos y otras mejoras para garantizar un mejor uso por parte de los clubes locales y asociaciones deportivas.
A partir de la temporada 2022 el estadio ha acogido a los clubes Santiago City, Aguará y Quinta Normal Unido en la Tercera División de Chile.